# Protogonodon
Protogonodon és un gènere extint de mamífers arctocions de la família dels arctociònids que visqueren a Nord-amèrica durant el Paleocè inferior. Se n'han trobat restes fòssils als Estats Units. Les espècies d'aquest grup eren arctociònids grossos i estaven dotades de quatre dents premolars. A diferència d'Oxyclaenus, tenien l'esmalt dental força rugós. El nom genèric Protogonodon significa ‘dent de Protogonia’, en referència a la semblança de les dents molars inferiors amb les d'aquest altre gènere. Hi ha fonts que en fan un sinònim de Loxolophus.